# Тимченко, Григорий Павлович
Григорий Павлович Тимченко (?—1793) — русский врач-акушер, доктор медицины, профессор Московской акушерской школы.
Родился в Малороссии. Первоначально обучался в Киевской духовной академии; 6 сентября 1772 года поступил в Санкт-Петербургскую адмиралтейскую госпитальную школу. Не удовлетворяясь знаниями, какие давала эта школа, он ходатайствовал об увольнении его за границу для изучения там медицины и в апреле 1773 года получил разрешение. Занимался медицинскими науками 5½ лет в Кильском университете, затем 1½ года в Копенгагене, после чего опять вернулся в Киль, где получил 7 октября 1780 года степень доктора медицины за диссертацию «Observationes medico obsterticae» (Kilae, 1780).
По возвращении в Россию 11 января 1781 года он был утверждён медицинской коллегией в полученной им за границей степени, по экзамену, произведённому Ашем, Линдеманом и Тихорским. В феврале того же года он был определён врачом в Симбирск, а 1783 году был переведён доктором в 3-ю дивизию.
В 1786 году Тимченко был назначен профессором акушерства в Московский генеральный госпиталь, Московскую акушерскую школу (Повивальный институт) и Медико-хирургическое училище.
Умер в Москве 21 сентября (2 октября) 1793 года.